# Lockheed P-3 Orion
De Lockheed P-3C Orion is een telg uit een reeks patrouillevliegtuigen van de Amerikaanse vliegtuigfabriek Lockheed (tegenwoordig onderdeel van Lockheed Martin).

## Achtergrond
In de jaren veertig van de 20e eeuw begon de lijn met de P-1 Harpoon, in de jaren vijftig gevolgd door de Lockheed P-2 Neptune en vanaf de jaren zestig ten slotte de P-3 Orion. De P-3C versie was de gemoderniseerde en verbeterde versie van het oorspronkelijke P-3A en latere P-3B.
De Orion is een viermotorig turboprop vliegtuig ontwikkeld uit de civiele Lockheed L-188 Electra. De motoren zijn van het type Allison T56, net als bij de Lockheed Hercules. De Orion is een tactisch vliegtuig, heeft een standaard bemanning van tien tot twaalf personen en kan voor verschillende maritieme taken worden ingezet. Het toestel wordt normaliter bestuurd door twee vliegers die ondersteund worden door een boordwerktuigkundige. Achter de cockpit zitten verder de Tactisch Coordinator (Tacco), een Radio/Navigatie-officier (NAVCOM), een Radar/MAD/IRDS/ESM bedienaar (Sensor-3), 2 akoestische 'luisteraars' (Sensor-1/2), een In-Flight Technician (IFT, electro specialist) en iemand die zich met de bewapening bezighoudt (Ordnance). Deze tactische crew kan verder aangevuld worden door observers en eventueel extra bemanningsleden voor aflos tijdens lange missies. Het maximaal toegestane aantal mensen aan boord is 23. De Orion heeft een zeer lang uithoudingsvermogen alsmede een groot bereik. Voor lange missies is het toestel uitgerust met een galley met kookgelegenheid, een zitgedeelte met tafel voor vier personen en enkele bedden.
De Orion heeft voor het uitvoeren van haar taak een palet aan opsporingsmiddelen. Voor het opsporen van onderzeeboten worden sonoboeien in het water geschoten. De Orion kon daar flinke aantallen van meenemen en het geluid dat deze boeien opvangen en doorsturen naar het vliegtuig wordt geanalyseerd door de Sensor 1/2 crewleden. Hiermee kan een onderwatervarende onderzeeboot gedetecteerd, geclassificeerd en gelokaliseerd worden. Verder heeft de Orion een 360° rondom 'kijkende' radar, een Infra Rood Detectie systeem, soms ook Low-Light-Video, een passieve radar (ESM) en een apparaat om lokale verstoringen van het aard-magnetisch veld te detecteren, zoals natuurlijk een onderzeeboot.
De aanvalsbewapeningsmogelijkheden bestaan uit onder andere torpedo's, nucleaire dieptebommen, conventionele dieptebommen, zeemijnen, en verschillende typen raketten. Deze wapenlast kon in diverse samenstellingen en aantallen meegevoerd worden. Voor zelfverdediging zijn sommige Orions verder uitgerust met zogenaamde 'chaff and flare' lanceer installaties.

## Varianten
- De P-3 AEW Orion gebruikt als basis de P-3B en wordt gecombineerd met de APS-125 radar uit het E-2 Hawkeye AEW vliegtuig. De bouwer, Lockheed, had gehoopt hiermee een markt aan te boren van klanten voor wie de Boeing E-3 AWACS te duur is, maar alleen de US Customs Service heeft vier exemplaren van dit toestel afgenomen. Pakistan heeft belangstelling voor drie exemplaren.[bron?][(sinds) wanneer?]
- De CP-140 Aurora is uiterlijk gelijk aan de Orion, maar gebruikt de apparatuur van de S-3 Viking, een anti-onderzeebootvliegtuig voor vliegdekschepen.
- De EP-3 is uitgerust voor elektronische verkenning en waarneming en voert een bemanning van 22 personen. Er zijn er ongeveer tien in gebruik bij de marine van de Verenigde Staten. Begin 2001 moest een EP-3 na een ongeluk met een Chinese straaljager een noodlanding maken op Chinees grondgebied, hetgeen een diplomatiek incident veroorzaakte tussen China en de V.S.[1]

## Gebruikers
Binnen de NAVO is de Orion in gebruik bij de Verenigde Staten, Duitsland, Griekenland, Noorwegen, Spanje en Portugal. Canada gebruikt de CP-141 Aurora, een Orion met de apparatuur, die ook in de Lockheed Viking

### Huidige gebruikers
Volgens het Internationaal Instituut voor Strategische Studies
- Argentinië: 4 P-3B
- Australië: 2 AP-3C
- Brazilië: 9 P-3AM
- Canada: 14 CP-140M
- Chili: 2 P-2ACH
- Duitsland: 6 AP-3C
- Griekenland: 1 P-3B (4 P-3B in opslag, worden gemoderniseerd)
- Iran: 3 P-3F
- Japan: 44 P-3C, 5 EP-3C
- Nieuw-Zeeland: 3 P-3K2
- Noorwegen: 3 P-3C
- Pakistan: 7 P-3B/C
- Portugal: 5 P-3C
- Spanje: 3 P-3M
- Taiwan: 12 P-3C
- Thailand: 2 P-3T, 1 UP-T
- Verenigde Staten: 14 P-3C, 9 EP-3E
- Zuid-Korea: 8 P-3C, 8 P-3CK

### In Nederland
De Marine Luchtvaartdienst heeft 13 Lockheed P-3C Orion Update II½ (V300-V312) toestellen aangeschaft ter vervanging van de SP-2H Neptune. De eerste 4 werden in 1982 in gebruik genomen, de laatsten in 1984. Van de aanschaf van extra Orions heeft men na 1984 afgezien. De Orions fungeerden als 'oren en ogen' van de vloot en konden daarnaast ook nog de tanden zijn. De Nederlandse toestellen waren uitgerust met diverse sensoren om vlootverbanden en onderzeeboten op te sporen, te classificeren/identificeren/localiseren en eventueel aan te vallen of aan te doen vallen.
De thuisbasis was het Marine Vliegkamp Valkenburg in Valkenburg, Zuid-Holland. Hier vandaan vlogen de Orions vooral ten behoeve van trainingsdoeleinden en vluchten voor de Nederlandse Kustwacht. De Kustwachtvluchten betroffen vaak inspectievluchten (visserij, milieu, scheepvaart) boven de Noordzee, maar ook Opsporings- en Reddingsdienst-vluchten, met de nadruk op het opsporingsdeel. Sinds de jaren tachtig was permanent een toestel (V312) geplaatst op de NAVO-basis Keflavík op IJsland, waarbij de bemanningen elkaar om de twee weken aflosten. De bemanning op IJsland draaide mee binnen een Amerikaans squadron om de noordelijke Atlantische Oceaan te beschermen tegen de Sovjet-onderzeebootdreiging. Vanaf het begin van de jaren negentig werden ook Orions gestationeerd op vliegbasis Hato, het militaire deel van luchthaven Albert Plesman op Curaçao. Aanvankelijk slechts één toestel ter versterking van de aanwezige twee F-27 Maritimes van de Koninklijke Luchtmacht, later werden dit drie stuks nadat de F-27's uit dienst waren gesteld. De toestellen in het Caraïbisch gebied werden veelvuldig ingezet tijdens de 'War on Drugs' tegen de Colombiaanse drugskartels, als ook kustwachtoperaties voor de Nederlandse Antillen.
Sinds het einde van de Koude Oorlog werden de vliegtuigen veelvuldig ingezet voor crisisbeheersingsoperaties, zoals de maritieme blokkade van voormalig Joegoslavië, operaties tijdens de Kosovo crisis, operaties boven Afghanistan en de Perzische Golf. Uit bezuinigingsoverwegingen werden eind jaren negentig drie toestellen uit dienst genomen, die in opslag werden genomen bij het bedrijf OGMA in Portugal. De overige tien werden in de Verenigde Staten gemoderniseerd door Lockheed Martin. Met de modernisering, Capability Upkeep Program (CUP), leek de toekomst van de Orion in Nederlandse dienst tot ten minste 2020 gegarandeerd. De kosten per vliegtuig van het CUP-programma bedroegen ruim 20 miljoen euro. Terwijl de vliegtuigen gemoderniseerd werden besloot in 2003 minister Henk Kamp echter dat de tien Orions per 1 januari 2004 konden worden afgestoten, omdat de onderzeebootdreiging was afgenomen. Eind 2004 kocht Duitsland acht exemplaren voor 295 miljoen euro. Portugal kocht de overige twee gemoderniseerde toestellen en tevens de drie eerder uit dienst genomen, maar niet gemoderniseerde toestellen. In totaal betaalde Portugal 70 miljoen euro voor alle vijf toestellen. In 2006 werden de laatste Orions overgedragen en het Marine Vliegkamp Valkenburg opgeheven.

#### Voormalige Nederlandse Orions in het buitenland
| MLD Staartnummer | BuNo   | Huidige gebruiker    | Huidig nummer                                                                  |
| ---------------- | ------ | -------------------- | ------------------------------------------------------------------------------ |
| 300              | 161368 | Portugese Luchtmacht | 14807                                                                          |
| 301              | 161369 | Duitse Marine        | 60+01                                                                          |
| 302              | 161370 | Duitse Marine        | 60+02                                                                          |
| 303              | 161371 | Portugese Luchtmacht | 24812 (Was Duitse Marine 60+03 en was eerste Orion in Duitse handen als 98+01) |
| 304              | 161372 | Portugese Luchtmacht | 14808                                                                          |
| 305              | 161373 | Portugese Luchtmacht | 24813 (Was Duitse Marine 60+04)                                                |
| 306              | 161374 | Portugese Luchtmacht | 14809                                                                          |
| 307              | 161375 | Portugese Luchtmacht | 14810                                                                          |
| 308              | 161376 | Portugese Luchtmacht | 24814 (Was Duitse Marine 60+05)                                                |
| 309              | 161377 | Portugese Luchtmacht | 24815 (Was Duitse Marine 60+06)                                                |
| 310              | 161378 | Portugese Luchtmacht | 14811                                                                          |
| 311              | 161379 | Portugese Luchtmacht | 24816 (Was Duitse Marine 60+07)                                                |
| 312              | 161380 | Portugese Luchtmacht | 24817 (Was Duitse Marine 60+08)                                                |